# Parco nazionale di Geraille
Il parco nazionale di Geraille (o Gerale) è un parco nazionale dell'Etiopia. È situato nella Zona di Liben, precisamente nella parte orientale della Woreda di Moyale, nel sud-ovest della regione dei Somali. Si trova circa 900 km a sud-est di Addis Abeba e 120 km a nord-est di Moyale. Al parco appartengono circa 3858 km² dei 10.423 che costituiscono il cosiddetto ecosistema di Dawa. La sua superficie ricopre l'area conosciuta in passato come Riserva di Caccia dei Borana. Il parco è stato istituito con lo scopo di fornire adeguata protezione a vari animali della savana, tra i quali specie rare come la giraffa, l'elefante africano e perfino il rinoceronte nero. Tuttavia, nonostante i locali affermino il contrario, questi ultimi sembrano essere ormai scomparsi.

## Geografia, flora e fauna
Il parco di Geraille ha una densità di popolazione umana molto bassa, ma è relativamente ricco di fauna selvatica. La sua altitudine varia tra gli 800 metri delle sponde del fiume Dawa ai 1380 metri delle scarpate rocciose. Il Dawa apporta linfa vitale ad un ambiente altrimenti arido. Con il suo corso delimita i confini orientali e nord-orientali del parco, mentre la scarpata di Day ne segna il confine ad ovest. Nelle regioni meridionali e sud-orientali del parco sorgono i villaggi di Karaya, Sororo e Gelgelu. L'intera area è sita in una regione semiarida caratterizzata da una stagione secca che può protrarsi per sette mesi. Le due stagioni delle piogge vanno da settembre a novembre e da aprile a giugno. Sulla vicina città di Moyale cadono mediamente, nell'arco di un anno, 503 mm di pioggia. L'ecoregione del parco è quella della boscaglia e macchia di Acacia-Commiphora somala. Tra gli alberi principali vi sono Senegalia mellifera, Acacia brevispica, A. oerfota e varie specie di Commiphora. Il paesaggio comprende savane, savane boscose, boscaglie aperte, macchia, foreste a galleria e suoli sabbiosi esposti. Nel parco sono presenti almeno 36 specie di grandi mammiferi (pipistrelli compresi). Tra le specie maggiormente degne di nota vi sono l'orice beisa, la gazzella di Grant, il gerenuk, il kudù minore e il dik-dik di Günther. Anche l'avifauna è ricca; una lista provvisoria ha segnalato finora la presenza di 164 specie.